# Oisterwijk
Oisterwijk ( udtale ?) er en kommune og en by i den sydlige provins Noord-Brabant i Nederlandene.

## Galleri
- Kerkhovense Molen
- St. Petrus Bandenkerk